# Station Kaprijke
Station Kaprijke was een spoorwegstation langs de spoorlijn spoorlijn 55A (Zelzate - Eeklo) in de gemeente Kaprijke. Het statige station is in 2004 gesloopt. Momenteel is de straatnaam 'Stationsstraat' het enige dat nog aan het voormalige station doet denken.
0,0: Zelzate ·
4,4: Assenede ·
8,8: Boekhoute ·
11,5: Bassevelde ·
15,4: Kaprijke ·
18,2: Lembeke ·
22,3: Eeklo